# Pattonomys
Pattonomys és un gènere de rosegadors de la família de les rates talp. Les espècies d'aquest grup viuen als boscos costaners de Colòmbia i Veneçuela i l'oest de la Conca de l'Amazones. El gènere fou descrit el 2005 per Louise H. Emmons basant-se en una sèrie de criteris que abans s'assignaven a Echimys. P. occasius, que anteriorment es classificava dins de Makalata, possiblement està relacionat amb l'avantpassat comú dels dos gèneres. El grup fou anomenat en honor de James Lloyd Patton, pels seus nombrosos estudis sobre les rates talp.
Es tracta de rates talp arborícoles de mida mitjana a gran. Tenen el cap i els flancs grisos, l'esquena marró i la cua marró vermellós. El seu pelatge és molt espinós. Tenen les dents tan diferents de les dels altres gèneres que sovint n'hi ha prou amb una per veure que un exemplar pertany a Pattonomys.